# Példány (számítógépes programozás)
Az objektumorientált programozásban egy példány valamilyen objektum konkrét megvalósulása. Formálisan a „példány” kifejezés rokonértelmű az „objektummal”, mivel mindkettő egyedi érték (megvalósulás), így objektum példányról is beszélhetünk; ahol a „példány” az objektum elkülönült identitását hangsúlyozza. Egy megvalósult példány létrehozását példányosításnak hívjuk.
Az osztály-alapú programozásban, az objektumok osztályokból jönnek létre konstruktornak nevezett függvények által, és destruktornak nevezett függvények semmisítik meg azokat. Egy objektum, egy osztály egy példánya, és osztály példánynak vagy osztály objektumnak is hívható; a példányosítás pedig konstruálásként is ismert. Nem minden osztály példányosítható; az absztrakt osztályok nem példányosíthatók, azokat az osztályokat pedig amik példányosíthatók konkrét osztályoknak nevezzük. A prototípus-készítésban, a példányosítás a fentiek helyett a prototípus lemásolásával valósul meg.
Egy objektumnak számos változata lehet. Az objektum minden megvalósult változata egy-egy példány. Minden alkalommal amikor egy programot futtatunk, a futó program egy példánya a futtatott programnak. Mindez azért, mert a futó program egy adott osztályhoz (a futtatott programhoz) tartozik, de már konkrét értékkekkel van megadva változók helyett. Egy nem programozáshoz kapcsolódó környezetben, például a „kutyát” tekinthetjük egy osztálynak, a te saját kutyádat pedig ezen osztály egy példányának.
Fontos különbséget tenni az osztály (típus) és a példány között.
A típus kifejezés jelentése a számítógép-tudományban, hasonló a mindennapi életben használt „típus” szó jelentéséhez. Például a csapos megkérdezheti a vendéget, hogy milyen típusú italt szeretne inni? Kávét, teát vagy sört? Ha a vendég a kávé „típust” (osztályt) választja, az a konkrét pohár kávé tölti be a „példány” szerepét, amit a vendég megkap. Két pohár kávé pedig a kávé (típus) két példányból álló halmaza lesz.

## Fordítás
Ez a szócikk részben vagy egészben  az   Instance (computer science) című angol Wikipédia-szócikk ezen változatának fordításán alapul.  Az eredeti cikk szerkesztőit annak laptörténete sorolja fel. Ez a jelzés csupán a megfogalmazás eredetét és a szerzői jogokat jelzi, nem szolgál a cikkben szereplő információk forrásmegjelöléseként.